# 抗微生物肽

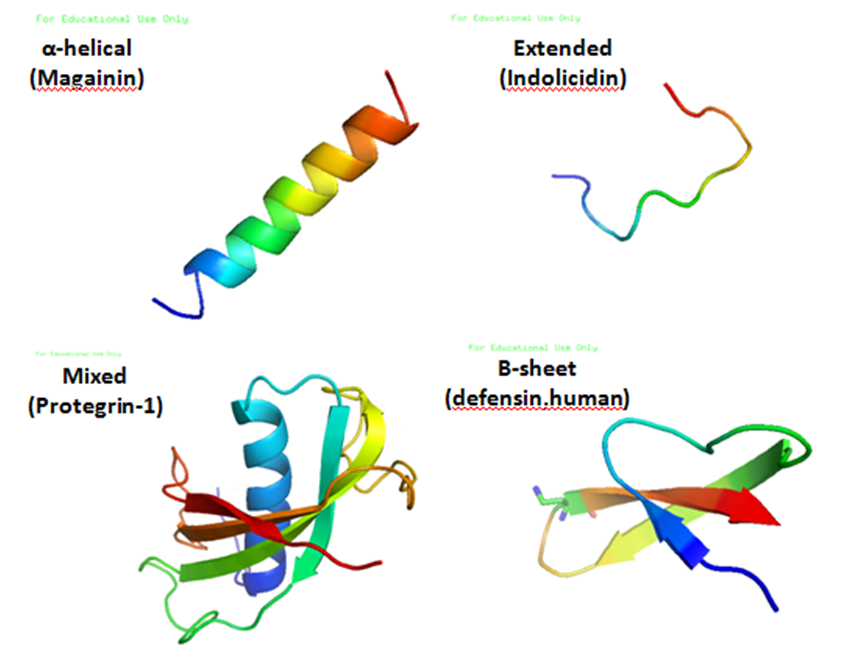
多種多樣的抗微生物肽

抗微生物肽（Antimicrobial peptides，AMPs）又稱宿主防禦肽（host defense peptides，HDPs）或是抗菌胜肽，是先天免疫反應進化過程中相對保守的成分。在所有生物類别都有抗微生物肽。
抗微生物肽是强效、廣譜的抗生素，可望成為新型治療劑。實驗證明抗微生物肽能殺死革蘭氏陰性菌和革蘭氏陽性菌(包括那些對常規抗生素有抗藥性的菌種), 分枝桿菌(包括結核桿菌)，具外套膜病毒、真菌,甚至轉化的细胞或癌细胞。不同於許多傳統的抗生素，抗微生物肽還可以作為免疫調節劑以提高免疫力。

## 結構
抗微生物肽是很小的蛋白質，一般在12至50个氨基酸殘基。這些抗微生物肽有兩個或兩個以上的由精胺酸，離胺酸和(在酸性環境中的)組胺酸提供的正電殘基。一般有多於百分之五十的疏水性胺基酸殘基。
根據胜肽來源、大小、結構或序列等，可以區分為多種亞型，而這些分子的二級結構包括α-螺旋, β-折疊層、β發卡結構及延伸片段。

## 抗菌機制
抗菌肽可以同時具有多種活性，包括抗革蘭氏陽性細菌、抗革蘭氏陰性細菌、抗真菌、抗病毒、抗寄生蟲和抗癌活性。大數據分析所有的抗菌活性中，兩極性和電荷最能區分，胜肽是否具抗革蘭氏陰性細菌之活性。這意味著具有抗革蘭氏陰性細菌活性的抗菌肽可能更喜歡甚至需要強的兩親性和淨正電荷。
抗菌胜肽會與細胞膜上的磷脂質進行作用，進一步形成離子通道，改變細胞膜的通透性及完整性。AMPs 與細胞膜間的相互作用機制主要可分為三種，分別為圓筒穿鑿模式、地毯模式和環孔模式，也有人提出第四種模式-凝聚模式。抗微生物肽的殺菌方式多元，包括干擾破壞细菌膜、干擾细菌代謝或直接作用於胞漿成份。當然，在許多情况下確切的殺菌機制不詳。與許多傳統的抗生素不同，抗微生物肽似乎是以殺菌为主而非抑菌。

## 免疫
除了直接殺死细菌，抗微生物肽也有一些免疫調節功能，可參與清除感染，包括能夠改變宿主基因的表達，作為類趨化因子或誘導趨化因子的產生，抑制内毒素誘導的炎性细胞因子產生，促進傷口癒合, 調節樹突狀细胞的反應和調節免疫细胞的適應性免疫反應。動物模型實驗表明，宿主抗微生物肽，不僅可以清除感染还能預防感染。

## 治療潛力
這些抗微生物肽為發展新型的治療藥物的最佳候選。與傳統的抗生素相比之下， 抗微生物肽似乎没有抗藥性，殺菌譜廣，殺菌時間短暫。根據一些自然的多抗微生物肽及其衍生物，已開發出一些新型抗感染藥物用以治療各類感染如口腔黏膜潰瘍，囊性纖維化的肺部感染，和局部的皮膚感染。

## 資料庫
針對抗菌胜肽，提供相關資訊的研究型資料庫，如:dbAMP  。 dbAMP 為一個綜合型抗菌胜肽資料庫，其中所包含的資訊有抗菌胜肽蛋白質序列、名稱、物種來源、抗菌物種分類、抗菌胜肽的物理性質、是否經實驗研究證明以及蛋白質結構分析與圖形化等資訊，此些資料庫同時也提供抗菌胜肽等預測工具，供使用者瀏覽、分析及研究應用。